# Bagulin
Bagulin (Bayan ng Bagulin) är en kommun i Filippinerna. Kommunen ligger på ön Luzon, och tillhör provinsen La Union. Folkmängden uppgår till 13 456 invånare år 2015.
Bagulin är indelat i 10 barangayer.